# Albert de Broglie
Jacques Victor Albert de Broglie, IV duca di Broglie (Parigi, 13 giugno 1821 – Parigi, 19 gennaio 1901), è stato un nobile e politico francese.

## Biografia
È stato il Primo Ministro della Francia tre volte: la prima dal 25 maggio al 26 novembre 1873, la seconda dal 26 novembre 1873 al 22 maggio 1874 e la terza dal 17 maggio al 23 novembre 1877. 
Nel 1845 sposò Pauline de Galard de Brassac de Béarn, che qualche anno più tardi fu ritratta da Ingres nel quadro La principessa di Broglie. Pauline morì di tubercolosi nel 1860. De Broglie non si risposò più. 
Morì all'età di 79 anni nel gennaio 1901.
Suo nipote, Louis de Broglie, vinse il premio Nobel per la fisica nel 1929.